# Mănăstirea Cașva

Mănăstirea Cașva

Mănăstirea Cașva este unul dintre cele mai vechi așezăminte monahale care se află în peisajul muntos și împădurit al Văii Gurghiului, în județul Mureș. Aflată sub patronajul spiritual al „Tuturor Sfinților", este cea mai veche vatră monahală ortodoxă din cele 6 mănăstiri cunoscute pe Valea Gurghiului (Solovăstru, Jabenița, Cașva, Orșova, Hodac, Ibănești), toate distruse de-a lungul vremii.  
La 20 de km de Reghin, spre est, pe drumul județean 153 C, trecând prin Gurghiu și apoi pe drumul spre Glăjărie, se ajunge în satul Cașva-Păuloaia. Aici, pe un platou al dealului La Mănăstire, străjuit de alte dealuri acoperite cu păduri de foioase, își găsește liniștea Mănăstirea Cașva.

### Istoricul mânăstirii
Mănăstirea Cașva este atestată documentar în anul 1557, în manuscrisul intitulat "Cuvânt pentru zidirea Sfintei Mănăstiri Pângărați", fila 47, scris de Cuviosul Anastasie de la Moldovița, în timpul domnitorului Alexandru Lăpușneanul, în care se face referire la viața Cuviosului Simeon Sihastrul, primul stareț al schitului Pângărați, ctitorit de Ștefan cel Mare și Sfânt. În 1476, când turcii au ocupat Moldova, în urma bătăliei de la Valea Albă (Războieni), au ars biserica aceea de lemn, iar acel stareț, Simeon, împreună cu ucenicii săi, au scăpat în țara ungurească la cetatea Gurghiu, la mănăstirea Cașva, unde iaste hramul Adormirea Preasfintei Născătoare de Dumnezeu, și acolo s-au pristăvit și s-au îngropat de ucenicii lui cu cinste".
Din manuscrisul amintit deducem că în anul 1476, când Cuviosul Simeon a trecut munții în Ardeal, Mănăstirea Cașvei exista, fără a se ști de cine și cu cât timp înainte a fost întemeiată.  

### Pagini din istoria fostei Mănăstiri Cașva
Se crede, pe baza mărturisirilor orale, că mănăstirea a fost distrusă în veacul al XVIII-lea. Se pare că în perioada împăratului austriac Iosif al II-lea de Habsburg a fost distrusă mănăstirea. Din istoria orală se mai știe că în timpul împărătesei Maria Tereza, pe vremea generalului Bucow, la mănăstire era un stareț pe nume Isaia, un om învățat, care provenea din părțile Zarandului, Aradului.
Urmele mănăstirii Cașva, distrusă de armatele generalului austriac Bucow în 1762 au fost descoperite în urma unei însemnări dintr-un manuscris datând din anul 1900, al preotului Simion Zean, privind monografia comune, în care se spune: „În afară de sat a fost o mănăstire, care din porunca împăratului, a fost dărâmată. Legenda spune că atunci când au venit cu porunca de dărâmare, în mănăstire erau 12 călugări, care s-au refugiat în pădure..."
Bătrânii satului, în ale căror amintiri încă mai dăinuie povestirile bunicilor, vorbeau despre mănăstirea de pe deal, unde călugări veniți de la Neamțu și Văratec adunau copiii satului toamna în brumar până primăvara când se umpleau pâraiele și crăpa mugurul stejarului, îndemnându-i la cunoașterea tainelor slovei pe bucoavne aduse de peste munți. Când copiii părăseau tinda mănăstirii, în prier, mergând să ajute părinții în ale gospodăriei treburi, călugării copiau cărți și pictau icoane, care și azi pot fi întâlnite foarte des pe pereții caselor. [...]

Mănăstirea Cașva

,,...Crăiasa a dat ordin ca toate locașurile de cultură și rugăciuni românești care nu trec la noua credință plămădită la Viena și adusă de oamenii stăpânirii să fie arse, iar acei dintre români care nu vor trece la legea împăratului să fie înlănțuiți și aruncați în băile de sare, făcându-se vinovați de călcarea în picioare a poruncilor prea luminatei crăiese. Noua veste străbătu țara Ardealului ca un fulger, pretutindeni oamenii erau hotărâți să-și apere credința strămoșească și libertatea cu prețul vieții.
Iobagii din Cașva erau de câțiva ani în conflict cu baronul cetății Gurghiului, Bornemisa, datorită pășunii muntelui Osoi, pășune mult râvnită de administrația castelului, care era în proprietatea cășvenilor cu mult înainte de a veni grofii în Transilvania. Cu diferitele vicleșuguri, Bornemisa pune mâna pe pășune, lipsindu-i pe cășveni de dreptul pășunatului pentru oi. Cășvenii au făcut o delegație în fruntea căreia a pus pe părintele Isaia de la mănăstire și au plecat cu jalbă la Viena. După câteva luni se întoarce cu hârtie scrisă de potrăcarul curții din Viena în care se consfințea dreptul iobagilor din Cașva pentru a-și paște oile pe Osoi.
Nu apăruseră încă armatele generalului Bucow în părțile mureșene, dar baronul cetății începu să își organizeze armata ce o avea la castel pentru a înspăimânta iobagii. În ziua de Sf. Nicolae, pe când era slujbă la mănăstire, baronul dădu ordin ca armata castelului să atace mănăstirea.
O femeie bătrână, Bloj Maria din Cașva, care era slujnică la curte, prinzând de veste, trecu prin grădina cetății și prin apa Gurghiului și duse vestea în sat. Oamenii au ieșit din biserică și s-au înarmat cu furci și coase. Pitulându-se într-o pădure mai la vale prin care ducea drumul la mănăstire, nu a trebuit să aștepte mult și armata grofului, condusă de un ofițer de husari, își făcuse apariția. Când au ajuns în mijlocul pădurii, un fag bătrân căzu la pământ, tăindu-le calea, iar iobagii ieșiră din văgăuni și-i căsăpiră. Administrația castelului, văzându-se neputincioasă în fața iobagilor, cere o anchetă comitatului Turda, care întârzie răspunsul. Atunci Bornemisa trimise o scrisoare generalului austriac Bucow, care prăda satele, rugându-l să vină de urgență că s-au răsculat iobagii din Cașva împotriva stăpânirii. 

Poarta Mănăstirii Cașva

Bucow nu s-a lăsat mult rugat, a trimis armata, care în iureșul sălbatec a trecut prin foc și sabie vetrele mureșene, distrugând toate bisericile în tinda cărora copiii deprindeau tainele slovei. Când au plecat armatele spre Cașva din Gurghiu, de pe Dealul Dumbrăviței și dealul Viilor, buciumele au început să sune. Din cele șapte cătune ale Cașvei, oamenii au pornit ca unul în acea zi cu furcile și coasele, care s-au spălat de rugină în sânge. Lupta a fost scurtă, dar crâncenă, moartea își spuse cuvântul și într-o tabără și în alta. Cășvenii s-au retras în munți, iar armata crăiesei a ars cea mai mare parte din sat, a dat foc mănăstirii, apoi s-a retras spre Gurghiu, ducând cu ea pe iobagii prinși, legați cu lanțuri de care. Printre ei era și preotul Isaia, om bun și blând, pripășit pe aceste locuri de prin părțile Zarandului. I-a vârât pe toți în temnița cetății. Peste câteva zile s-a dat un ordin și armata a adunat toți iobagii din satele văii Gurghiului. Scoțându-l pe Isaia, l-au spânzurat. Când călăul a vrut să-i pună ștreangul în gât, el a prins ochiul ștreangului cu mâna și ar fi zis:
„- Oameni buni, nu plângeți, acesta e doar începutul luptei. Întotdeauna începutul e greu, dar va veni o vreme când în lume nu vor mai fi robi și nici stăpâni, când noroadele vor trece peste poruncile crăiesei ca peste niște hârburi nefolositoare. Orice ne poate lua acum crăiasa, sudoare, munca, pășunile, dar credința și limba străbună nici morți nu le vom da". Călăul i-a îndesat ștreangul cu forța în gât și a lovit scaunul.
Mănăstirea Cașva s-a reînființat în 1994, la inițiativa unor credincioși din zonă. A fost un credincios, cu numele Vasile, care a insistat foarte mult pe lângă Înaltpreasfințitul Andrei, care era Episcop la Alba Iulia în anii aceia. El susținea că a avut descoperiri cu privire la refacerea mănăstirii de aici. În tradiția orală, oamenii au moștenit de la înaintașii lor faptul că a fost o mănăstire pe locul acesta, fără să se cunoască perimetrul în care a fost zidită. S-a știut că a fost o mănăstire de călugări și că ea a fost distrusă. În 1995, sătenii au obținut binecuvântarea Episcopului Andrei de la Alba Iulia pentru a reface mănăstirea”, a spus părintele duhovnic Ilie Pop.

Starețul mănăstirii Ilie Pop

### Stilul arhitectural

Pe vechiul amplasament, sub îndrumarea ierodiaconului Pantelimon Timiș, starețul mănăstirii de atunci, s-a ridicat o mică bisericuță din lemn și o mică chilie. Primul lăcaș de închinare al obștii mânăstirești a fost micul paraclis din lemn. Forma aleasă este de tip sală, cu un tavan semicilindric și absida altarului poligonală. Trei mici turnulețe au fost amplasate deasupra micului pridvor deschis de la intrare, mica clopotniță de lemn fiind ridicată separat.
În anul 1996, la 16 iunie, s-a pus piatra de temelie a noii biserici cu hramul "Tuturor Sfinților", prăznuiți în prima duminică după Rusalii. În același an, la 17 decembrie, este numit stareț al mănăstirii Protosinghelul Ilie Pop, sub supravegherea căruia începe construcția noii biserici, a corpului de chilii și a stăreției, în prezent finalizate.
În ceea ce privește biserica nouă, cu dimensiunile de 17 metri lungime, 11 metri lățimea naosului în dreptul absidelor laterale și o înălțime de 12 metri, s-a ales ca material piatra cioplită, cu o turlă unicat la noi în țară, având drept model turla Mănăstirii Hilandar de pe Muntele Athos. Pridvorul deschis la intrare este de formă patrulateră, fiind străpuns de șase arcade. Modelul ales pentru arhitectură este cel de cruce greacă înscrisă, cu un mic pronaos dreptunghiular, abside laterale semicilindrice în interior, iar cea a altarului poligonală, tavanul semicilindric, acoperiș în formă bizantină și mai ales o cupolă centrală bine pronunțată, realizată tot din piatră cioplită.

Interiorul Mănăstirii Cașva, altarul

La început, mănăstirea a fost de călugări. În 2005 s-au stabilit la mănăstire o obște de 4 maici care continuă lucrările începute și programul slujbelor zilnice. În anii ce au urmat, prin munca și străduința acestora și a părintelui duhovnic Ilie Pop, s-a ridicat un ansamblu arhitectural generos, cu toate cele necesare vieții monahale de zi cu zi. Mănăstirea beneficiază de curent electric, apă curentă prin pompare, canalizare și încălzire centrală, toate acestea realizându-se prin bunăvoința și contribuția bunilor credincioși.  Exista în mănăstire un atelier de croitorie, unde se executa veșminte și haine preoțești și un atelier de icoane pe lemn. Mănăstirea Cașva este organizată cu viață de obște, sub îndrumarea duhovnicească a părintelui Ilie Pop. Rugăciunea și trăirea spirituală este unită cu munca.

Interiorul Mănăstirii Cașva

Măicuțele de aici se ostenesc cu grădinăritul, piscicultura, dar mai ales cu apicultura. Au peste 50 de familii de albine, fiind convinse că atât produsele obținute din apicultură (mierea, propolisul, polenul) cât și ceaiurile din diferitele plante medicinale aflate în zona nepoluată a Munților Gurghiului sunt cele mai bune medicamente pentru diverse afecțiuni. Mănăstirea oferă, în limita posibilităților, locuri de cazare pelerinilor care poposesc la mănăstire (cu rezervare).

### Sfântul Cuvios Simeon de la Cașva
În anul 2008 a avut loc canonizarea și trecerea în rândul sfinților a cuviosului Simion Sihastrul, viețuitor și stareț al mănăstirii în sec. al XV-lea.

Sfântul Cuvios Simion de la Cașva

Sfântul Cuvios Simeon s-a născut la începutul secolului al XV-lea, într-un sat din apropierea orașului Piatra Neamț. Încă din tinerețe și-a arătat dragostea și râvna pentru cele dumnezeiești, alegând viața monahală și intrând în obștea Mănăstirii Bistrița. Născându-se într-însul dorul după liniștea pustiei, a luat binecuvântare de la egumenul Mănăstirii Bistrița și, împreună cu încă doi ucenici ai săi, în anul 1432, s-a retras pe malul stâng al pârâului Pângărați, la poalele muntelui numit „Păru". Aici, cuviosul și-a făcut o chilie din bârne de brad, într-o poiană înconjurată de păduri seculare.
Sporind mult cu darul Sfântului Duh, ajungând sihastru desăvârșit și dascăl iscusit al rugăciunii inimii, s-au adunat în jurul lui ucenici iubitori de liniște, așezământul lui fiind cunoscut mult timp sub numele de Sihăstria lui Simeon. Auzind domnitorul Ștefan cel Mare de nevoința cuviosului și înștiințându-se că nu are biserică unde să se roage cu ucenicii săi, în anul 1461 i-a dăruit bani și ajutor să înalțe o mică biserică de lemn, cu hramul Sfântului Mare Mucenic Dimitrie, Izvorâtorul de Mir. Terminându-se biserica în același an, a fost sfințită la 26 octombrie de Mitropolitul Teoctist I, când l-a hirotonisit preot pe Simeon, care a devenit astfel primul întemeietor și egumen al Mănăstirii Pângărați, ce s-a numit până în 1508 „Schitul lui Simeon".
Ca părinte duhovnicesc și începător al vieții pustnicești la Pângărați, a adunat în jurul său mulți ucenici iubitori de Hristos și de liniște. Atât de mult a sporit Cuviosul Simeon cu nevoința, cu rugăciunea și cu darul Duhului Sfânt, încât s-a învrednicit de harisma vindecării bolilor. Se spune că veneau la chilia sa mulți suferinzi și se făceau sănătoși cu rugăciunea lui. Veneau și credincioși din sate și chiar dregători din sfatul țării ca să ceară binecuvântare și cuvânt de folos, căci era iscusit rugător și povățuitor de suflete. De aceea, și Stefan cel Mare, Domnul Moldovei, îl iubea și, adeseori, îi cerea sfatul și rugăciunea pentru el și pentru țară, care era mereu amenințată de păgâni.
În anul 1476 au năvălit turcii asupra Moldovei, biruindu-l pe Ștefan cel Mare în luptele de la Războieni. Văzând primejdia aceasta, Cuviosul Simeon și-a luat ucenicii, s-a rugat lui Dumnezeu pentru domn și pentru țară să-i scape din mâinile cotropitorilor, apoi au trecut în Transilvania, stabilindu-se la Mănăstirea Cașva, unde, după puțin timp, în toamna aceluiași an, s-a mutat în pace în locașurile cerești.

Icoana Toți Sfinții

Despre ducerea moaștelor Sfântului Simeon în Moldova ne spune Ieromonahul Atanasie, în Cuvântul despre zidirea Sfintei Mănăstiri Pângărați: „După ce s-au întors turcii și s-a potolit vrajba robiei și s-a făcut pace, atunci a trimis Ștefan voievod și i-a adus sfintele lui moaște într-o raclă cinstită și le ținea în vistieria sa cu cinste. Apoi, luând o parte din sfintele lui moaște, le-a oprit pentru blagoslovenie și cu aromate cu bune miresme și cu tămâie le tămâia totdeauna spre credința și buna întărire a dreptei-credințe a domniei sale, iar mai vârtos pentru dragostea și căldura duhovnicească ce avea mai-nainte către dânsul; iar rămășița sfintelor lui moaște cu cuviință sfințită și cu cinste le-a îngropat în cetatea Sucevei".
Această aducere a sfintelor lui moaște se pare că a avut loc spre sfârșitul anului 1484, când se știe că ucenicii cuviosului s-au întors din nou la sihăstria lor, întemeiată de Sfântul Simeon Ieroschimonahul. Împodobindu-se cu toate virtuțile creștinești, a fost făcător de minuni în timpul vieții, dar și după moarte, primind darul tămăduirii neputințelor sufletești și trupești.Astfel, la Cașva, în interiorul bisericii mari, în partea stângă a altarului găsim icoana făcătoare de minuni a Sfântului Simeon.
Mănăstirea Cașva nu este doar un monument istoric sau un lăcaș de cult. Este o lecție vie de rezistență spirituală, un simbol al renașterii ortodoxe în Transilvania și o dovadă că credința poate învinge timpul, uitarea și chiar distrugerea.  

Înaltpreasfințitul Părinte Irineu la hramul Mănăstirii de la Cașva